# Gereformeerde kerk (Wildervank)
De Gereformeerde kerk van Wildervank (ook Grote Kerk) is een  kruiskerk in rationalistische bouwtrant ontworpen door de Amsterdamse architect Tjeerd Kuipers. Het gebouw heeft een Grieks kruis als grondplan. De kerk werd in 2001 aangewezen als rijksmonument. Het is nog steeds in gebruik bij de plaatselijke PKN-gemeente.
De huidige kerk is het derde gereformeerde kerkgebouw in Wildervank. De directe voorganger dateerde uit 1840 en stond op dezelfde plaats. Het gebouw van Kuipers heeft neo-romaanse, neo-Byzantijnse en art-nouveau-elementen. De kerk heeft een orgel uit 1913 van Walcker & Co uit Ludwigsburg.